# Zamyślenie (album)
Zamyślenie – drugi autorski album Wojciecha Majewskiego wydany nakładem wytwórni Sony Music Entertainment Poland w roku 2003. Płyta przyniosła autorowi dwie nominacje do nagrody Fryderyk 2003, w kategoriach: "album jazzowy roku" i "muzyk roku".

## Utwory
1. "Zamyślenie (W. Majewski) / Niekochana (K. Komeda)"
2. "Pożegnanie cz.1-2-3 (W. Majewski)"
3. "Po coś dał nam tę głębokość wejrzeń (M. Grechuta)"
4. "Radość (W. Majewski)"
5. "Bema pamięci żałobny rapsod (muz. Cz. Niemen, sł. C. K. Norwid)"
6. "Tjoonk Blues (W. Majewski)"
7. "Pamięci Strawińskiego (W. Majewski)"
8. "Nie pomogły spacery (M. Grechuta) / Rozmowa (W. Majewski)"
9. "Boże, pełen w niebie chwały (muz. W. Majewski, sł. B. Leśmian)"

## Skład
- Tomasz Szukalski – saksofon tenorowy
- Robert Majewski – trąbka
- Palle Danielsson – kontrabas
- Michał Miśkiewicz – perkusja
- Wojciech Majewski – fortepian
- Grzegorz Turnau – śpiew (9)